# Bahadurganj (Uttar Pradesh)
Bahadurganj es  un pueblo y nagar Panchayat situado en el distrito de Ghazipur en el estado de Uttar Pradesh (India). Su población es de 19992 habitantes (2011). Se encuentra a orillas del río Tamsa.

## Demografía
Según el  censo de 2011 la población de Bahadurganj era de 19992 habitantes, de los cuales 10309 eran hombres y 9683 eran mujeres. Bahadurganj tiene una tasa media de alfabetización del 71,26%, superior a la media estatal del 67,68%: la alfabetización masculina es del 78,01%, y la alfabetización femenina del 64,08%.